# Анна мягколистная
А́нна мягколи́стная (лат. Anna mollifolia) — вид цветковых растений рода Анна (Anna) семейства Геснериевые (Gesneriaceae). Полукустарник.

## Ботаническое описание
В данном описании в основном приводятся признаки отличные от базового описания рода Анна.
Стебель с междоузлиями от 1 до 8 см длиной. Листья черешковые, с густым мягким опушением; цельнокрайные или мелкопильчатые, верхушка острая или заострённая; боковых жилок от 9 до 14 пар.
Цветонос густо покрыт мягким опушением. Прицветники листоподобные, красного цвета, голые, обратнояйцевидные. Соцветия цимозные пазушные, малоцветковые, поникающие. Чашечка красного цвета, чашелистики острые или закруглённые, голые. Венчик белый, 4,5-5 см в диаметре, снаружи голый, с двугубым отгибом; адаксиальная губа 2-лопастная и короче абаксиальной 3-лопастной, длина которой около 1 см; лопасти отгиба округлые.
тычинок 4; прикреплены попарно, короткие — 1,5 см, к адаксиальной, а более длинная пара, около 1,8 см, к абаксиальной стороне трубки венчика; имеются стаминодии около 0,6 мм длиной.
Пестик около 2,5 см длиной, голый. Плод — коробочка, длиной около 5,5-8 см.
Семена с придатком 0,1-0,2 мм длиной. Цветение наступает в августе, созревание плодов — сентябрь.

## Ареал и местообитание
Китай: Юньнань, Гуанси. Растет в расщелинах известняковых скал, на высоте 1100—1500 м над уровнем моря.

## Хозяйственное значение и применение
Выращивается как декоративное растение.